# Eugenia Kaleniewicz
Eugenia Kaleniewicz (ur. 12 października 1908 w Rzeczycy, zm. 9 września 1999 w Sieradzu) – polska lekarka i działaczka społeczna, krajoznawca, działacz PTTK przez niemal całe życie związana z Wartą.

## Wykształcenie
Urodziła się w Rzeczycy na Polesiu (obecnie Białoruś) w rodzinie zawiadowcy stacji kolejowej jako drugie dziecko Elżbiety z Kantów i Jakuba Kaleniewiczów. W 1909 ojciec został przeniesiony służbowo do Pińska nad Prypecią i z nim przeprowadziła się cała rodzina. W Pińsku ukończyła szkołę powszechną i Gimnazjum Humanistyczne. Maturę zdała w 1927 z pierwszą lokatą, mimo kłopotów finansowych – 2 lata wcześniej straciła ojca i musiała korepetycjami dorabiać na życie.
Na Wydziale Lekarskim Uniwersytetu Poznańskiego, (gdzie na Wydziale Prawno-Ekonomicznym studiował już jej brat) rozpoczęła studia, które ukończyła w 1934 uzyskała dyplom lekarza. Aby utrzymać siebie i matkę (która przeprowadziła się z Pińska do Poznania) podjęła jeszcze w czasie studiów pracę sekretarki u tłumacza literatury młodzieżowej Konstantego Sedlaczyka. Obowiązkową roczną praktykę lekarską odbyła w 7. Szpitalu Okręgowym w Poznaniu, a w klinice Uniwersytetu Poznańskiego na oddziale chorób płuc w szpitalu miejskim dodatkową praktykę. 

## Praca zawodowa
Po przykrych osobistych przeżyciach przeniosła się do Warty, gdzie została przyjęta w charakterze asystentki do zamkniętego Zakładu Psychiatrycznego. Pracę zaczęła w połowie 1936 w specjalizacji, którą wybrała tj. w psychiatrii (pediatria była drugą preferowaną dziedziną). Lekarzy w Warcie było wtedy niewielu, więc pracowała dużo i oprócz podstawowych obowiązków leczenia chorych w Opiece Rodzinnej, dbałości o pacjentów na miejscu, i tych umieszczonych w rodzinach rolników w kilkunastu okolicznych wsiach oraz w kolonii rolnej w Glinnie, ogółem pod opieką miała ponad 500 pacjentów, sprawowała też nadzór nad laboratorium szpitalnym gdzie osobiście wykonywała analizy, prowadziła też drużynę PCK. Ponadto uporządkowała bibliotekę szpitalną i utworzyła terapeutyczny zespół teatralny złożony z pacjentów. Praktycznie pracowała do późnego wieczora z krótką przerwą na obiad, bez urlopów, gdyż brak było zastępstwa. Szkoliła także kobiecą drużynę PCK, gdyż dawało się już wyczuć atmosferę wojny. Do pacjentów w terenie jeździła bryczką, potem 2-osobowym samochodem marki Fiat tzw. „myszką", a zimą sankami. Zaangażowanie i zdolności młodej lekarki docenił dyrektor szpitala Karol Szymański powierzając jej stanowisko ordynatora na początku 1939. W 1939 brała udział w XIX Zjeździe Psychiatrów Polskich, na którym wygłosiła referat o opiece pozazakładowej nad pacjentami chorymi psychicznie.
Po wybuchu II wojny światowej 3 września 1939 mając do dyspozycji jeden wóz bez konia i tylko kilka osób do pomocy zorganizowała w ciągu dwóch godzin ewakuację pacjentów z linii frontu. Nie "rozpuściła" chorych (jak fałszywie plotkowano), lecz w miarę bezpiecznie doprowadziła ich do szpitala w Kochanówce pod Łodzią, ale niebawem musiała wrócić z nimi do Warty. Wkrótce hitlerowcy zamordowali pacjentów, a ona jako lekarz nic nie mogła pomóc, boleśnie przeżyła eksterminację 499 swoich podopiecznych, zamordowanych według bestialskich planów hitlerowców. Nie mogła pogodzić się z tym, że pacjentów wydali na śmierć niemieccy lekarze, którzy także składali przysięgę Hipokratesa.
O trudnych latach okupacji właściwie nigdy nie wspominała potem, cały czas była z chorymi, opiekowała się również niemłodą już matką, także bratem i małą dziewczynką, daleką krewną z Pińska, której ojciec zaginął, a matka została wywieziona do Niemiec.
Po zakończeniu wojny natychmiast rozpoczęła pracę w szpitalu. Jedną z sal szpitala przeznaczyła dla rannych i chorych żołnierzy radzieckich. Zorganizowała od nowa kobiecą drużynę PCK, przeszkoliła i przeegzaminowała nowy personel, zorganizowała przy szpitalu punkt dla repatriantów z ambulatorium, noclegownią, zaopatrzeniem w odzież i żywność.
W październiku 1945 niespodziewanie została zatrzymana i przekazana władzom radzieckim, które chciały zwerbować ją na tajnego współpracownika (znała bardzo dobrze język rosyjski i miała łatwość nawiązywania kontaktów). Mimo nacisków, nie wyraziła na to zgody i po pewnym czasie zwolniono ją, pozwalając wrócić do Warty, do szpitala, gdzie poza dyrektorem była jedynym lekarzem.
W 1946 założyła amatorski zespół teatralny złożony z pracowników i pacjentów, który dla pierwszych był szansą poznania i zaistnienia w świecie teatru amatorskiego, dla drugich zaś spełniał rolę terapeutyczną. To właśnie przez sztukę zrealizowała ważne przesłanie pierwszego dyrektora szpitala w Warcie doc. Witolda Łuniewskiego, który na samym początku pracy nauczył ją, by chorych psychicznie traktowała tak samo jak innych chorych, mają oni wszak te same potrzeby. Przestrzegała też, by personel odnosił się z szacunkiem do pacjentów, a przede wszystkim, by nie wymierzał kar cielesnych. W Warcie przepracowała 33 lata, w tym przez 22 lata prowadziła zespół teatralny, który rozbudowała o zespół świetlicowy (złożony tylko z pacjentów) i zespół dziecięcy (złożony z dzieci pracowników). Rezultaty pracy przedstawiła na konferencji Towarzystwa Psychiatrów Polskich w Łodzi w 1964 w referacie zatytułowanym „Terapia zajęciowo-rozrywkowa stosowana w Szpitalu dla Nerwowo i Psychicznie Chorych w Warcie". Teatr w różnych przeglądach i konkursach odnosił spore sukcesy.
Zrobiła wiele dobrego także dla społeczności miasta Warty. Jako radna Miejskiej Rady Narodowej w Warcie, członek Komisji Oświaty wnioskowała o zbudowanie szkoły średniej w Warcie. Szkołę zbudowano, nikt nie pamiętał jej zasługi w tej sprawie.
W 1968 nowy dyrektor szpitala w dniu 60. urodzin zwolnił ją z pracy, wysyłając na emeryturę i jednocześnie rozwiązał zespół teatralny. Odczuła to szczególnie boleśnie, czuła się w pełni sił, chciała leczyć pacjentów, pomagać ludziom. Przeniosła się do Sieradza, a stamtąd dojeżdżała do Poradni Zdrowia Psychicznego w Zduńskiej Woli, potem w Warcie.

## Pozazawodowa działalność społeczna w krajoznawstwie
Niezależnie od działalności zawodowej była czynna w pozazawodowej działalności społecznej w Polskim Towarzystwie Turystyczno-Krajoznawczym (PTTK). W 1953 wraz z psychologiem szpitalnym Edwardem Chmayem, który doprowadził do utworzenia lokalnego oddziału PTTK znalazła się w gronie członków założycieli. Od 1965 działała w składzie Zarządu Oddziału PTTK m.in. opracowała szlak pieszy im. Kazimierza Deczyńskiego. Jej inicjatywą było powołanie Komitetu Odbudowy Pomnika Reymonta w Małkowie (szpital posiadał wówczas swą filię w pałacu w Małkowie), a na jego czele stanął dyrektor szpitala Czesław Tracewski. Przez dwa lata mieszkańcy Warty i okolic zbierali złom metali kolorowych oraz fundusze i w 1967 została odsłonięta replika wcześniejszego popiersia dłuta St. Jagmina przedstawiająca autora „Chłopów". Tej szczególnej uroczystości towarzyszył rajd pieszy, sesja popularnonaukowa, występ zespołu z Lipiec Reymontowskich oraz wystawa poświęcona nobliście. Dwa lata później, w Małkowie, dzięki jej staraniom, powstała Izba Regionalna PTTK. Zdobywała eksponaty i informacje, które odkryły bogatą i ciekawą historię Małkowa i jego mieszkańców oraz mieszkańców Warty. Uczciła pamięć sławnych osób i ważnych wydarzeń Warty doprowadzając do odsłonięcia kilku tablice i obelisków m.in. tablice poświęcone płk. Pil. St. Skarżyńskiemu, Karolowi Vaucher, Wł. Reymontowi oraz obelisk upamiętniający lustrację wojsk w Warcie przez Tadeusza Kościuszkę.
Wytyczała szlaki turystyczne prowadzące przez ciekawe miejsca wokół Warty i Sieradza, redagowała artykuły, foldery krajoznawcze. Dzięki jej energii i zapałowi wydano dwukrotnie (1974 i 1984) monografię K. Bryńskiego i K. Wilińskiego "Dzieje Miasta Warty". Była inicjatorką wydania pocztówek z Warty i autorką folderów o Małkowie.
W Oddziale PTTK pełniła funkcje skarbnika, sekretarza Koła nr 2, opiekuna Koła nr l, społecznego opiekuna zabytków, Przewodniczącą Komisji Opieki nad Zabytkami i Komisji Ochrony Przyrody, a po powstaniu Zarządu Wojewódzkiego PTTK została wybrana jego członkiem, działając w latach 1978–1991 szczególnie aktywnie w Wojewódzkiej Komisji Ochrony Zabytków. Oddział PTTK w Warcie dzięki niej zwyciężył w ogólnopolskim konkursie "Polska Naszych Dni" w latach 1976–1979. Dzięki osobistemu dużemu autorytetowi potrafiła "zarażać" swoją energią i pomysłowością innych ludzi.
Największym osiągnięciem było przekształcenie w 1981 Izby Regionalnej w Muzeum Miasta i Rzeki Warty PTTK i doprowadzenie aby Muzeum otrzymało nową siedzibę w XIX-wiecznej kamienicy, którą udało się wykupić na ten cel dzięki funduszom ZG PTTK i w którym znajduje się do dziś.
Chcąc pobudzić społeczną aktywność mieszkańców Warty także tych, którzy się tu urodzili, ale los rzucił ich w inne strony, doprowadziła do powołania w 1986 Towarzystwa Przyjaciół Miasta i Rzeki Warty.
Po przeniesieniu się do Sieradza przyjeżdżała do Warty codziennie (łącznie z sobotami i niedzielami) nieprzerwanie do 86. roku życia.
Działała w Towarzystwie Wiedzy Powszechnej, Towarzystwie Psychiatrycznym, Towarzystwie Kultury Teatralnej, Lidze Kobiet wygłaszając w tych organizacjach odczyty, organizując spotkania i wycieczki.
Wychowała od dziecka swego bratanka Wiktora, obecnie cenionego lekarza neurologa.
Ostatnie pięć lat życia spędziła w swym mieszkaniu w Sieradzu przy Krakowskim Przedmieściu. Choroba i podeszły wiek nie pozwalały już na przyjazdy do Warty. Gościła jednak wartczan, z zainteresowaniem dopytywała się o bieżące sprawy Muzeum, doradzała w wielu problemach.

## Odznaczenia i wyróżnienia
Otrzymała szereg odznaczeń, medali i wyróżnień:
- Krzyż Kawalerski Orderu Odrodzenia Polski
- Złoty Krzyż Zasługi
- Odznakę Zasłużony Działacz Kultury
- Honorowe Obywatelstwo miasta Warty w 1988 (które było trzecim w dziejach tego miasta, pierwsze przyznano doc. dr. W. Łuniewskiemu, kolejne płk St. Skarżyńskiemu)
- Honorowe Członkostwo PTTK nadane 6 czerwca 1981 na Zjeździe w Warszawie

## Śmierć i pochówek
Zmarła w Sieradzu 9 września 1999, pochowana została na cmentarzu prawosławnym na Dołach w Łodzi.
Na ścianie Muzeum w pierwszą rocznicę śmierci wbudowano poświęconą jej tablicę.